# Памятник Аврора (Краснодар)
Памятник Аврора — памятник Аврора в Краснодаре.
Памятник расположен по адресу: г. Краснодар, ул. Красная, 169.

## История
Памятник Аврора в Краснодаре расположен около здания кинотеатра с одноимённым названием. Ранее на этом месте был древний курган. Скульптура открыта в 1967 году, изготовлена мастерами художественно-творческого производственного объединения Краснодара, в честь 50-летия Советской власти. Скульптура выполнена скульптором Иваном Шмагуном, архитектором Евгением Лашуком, отчеканил скульптуру А. Моров. Автором проекта комплекса стал архитектор Сочинского филиала института Южгипрокомунстрой Е. Сердюков.
В годы советской власти на постаменте памятника была выполнена не сохранившаяся к настоящему времени надпись «Власть — Советам, мир — народам». Торжественное открытие памятника состоялось 7 мая 1967 года.
Памятник представляет собой скульптуру девушки-бойца Красной армии в шинели с ремнём и винтовкой за плечами. В высоко вытянутой вверх левой руке Аврора держит звезду, считающейся символом веры в светлое будущее страны. Волосы девушки развеваются на ветру. Рядом с памятником устроен фонтан.
Решением Крайисполкома № 63В от 1975 года памятник был отнесен к памятникам искусства.

## Технические данные
Общая высота Авроры, выполненной из кованного алюминия, составляет 14 метров, а вместе с постаментом общая высота памятника — 16,8 метра.